# Скробово (Брестская область)
Скробово (бел. Скробава) — деревня в Барановичском районе Брестской области Белоруссии, в составе Городищенского сельсовета. До 2013 года входила в состав ныне упразднённого Карчёвского сельсовета. Население — 154 человека (2019).
Название деревни не патронимическое (производное от основ скрести, скребеть), а по фамилии переселенца Скробова, русифицированного  по указу Николая I; фамилия происходит из названия деревьев с места проживания переселенцев: skroblas (лит. граб).

## География
Деревня находится в северо-восточном углу Брестской области в 22 км к северо-востоку от центра города Барановичи. В 5 км к северу от деревни проходит граница с Гродненской областью. Местность принадлежит к бассейну Немана, по деревне течёт маленькая речка Нитка, которая впадает в километре от Скробово в Сервеч. Местные дороги ведут в соседние населённые пункты Карчёво, Городище и Колдычево.

## История
В конце XIX века на речке Нитке неподалёку от её впадения в Сервеч существовали 2 деревни (18 и 14 дворов) и два фольварка, один из них принадлежал Данейкам, а второй — Анкутам. Деревни и фольварки входили в Циринскую волость Новогрудского уезда Минской губернии, работала церковно-приходская школа.
Во время Первой мировой войны в окрестностях Скробова происходили ожесточенные бои между войсками Российской империи и Германии. В деревне сохранилась братская могила русских солдат.
Согласно Рижскому мирному договору (1921) деревня вошла в состав межвоенной Польши, где принадлежала Барановичскому повету Новогрудского воеводства. С 1939 года в составе БССР. С 12 октября 1940 года до 16 июля 1954 года была центром сельсовета.
По переписи 1959 году существовали 2 деревни: Скробово Горное и Скробово Дольное, эти обозначения сохранились на старых картах. В переписи 2019 года Скоробово уже фигурировало как единый населённый пункт.

## Население
По состоянию на 1 января 2023 года в деревне проживало 154 человека в 76 хозяйствах, в том числе 9 моложе трудоспособного возраста, 102 — в трудоспособном возрасте и 43 — старше трудоспособного возраста. 
| Численность населения (по переписи) | Численность населения (по переписи) | Численность населения (по переписи) | Численность населения (по переписи) | Численность населения (по переписи) | Численность населения (по переписи) | Численность населения (по переписи) |
| 1909                                | 1921                                | 1959                                | 1970                                | 1999                                | 2009                                | 2019                                |
| ----------------------------------- | ----------------------------------- | ----------------------------------- | ----------------------------------- | ----------------------------------- | ----------------------------------- | ----------------------------------- |
| 443                                 | ↘213                                | ↗405                                | ↗424                                | ↘306                                | ↘218                                | ↘132                                |

## Достопримечательности
- Братская могила русских воинов. В 1,5 км к востоку от деревни. Похоронены русские воины, погибшие в боях с войсками кайзеровской Германии в 1917 году. В 1984 году на могиле установлена плита.
- Памятник землякам. В центре деревни, в сквере. Для увековечения памяти 32 односельчан, погибших на фронтах Великой Отечественной войны, в 1957 году установлен обелиск[11].